# Oenochoë

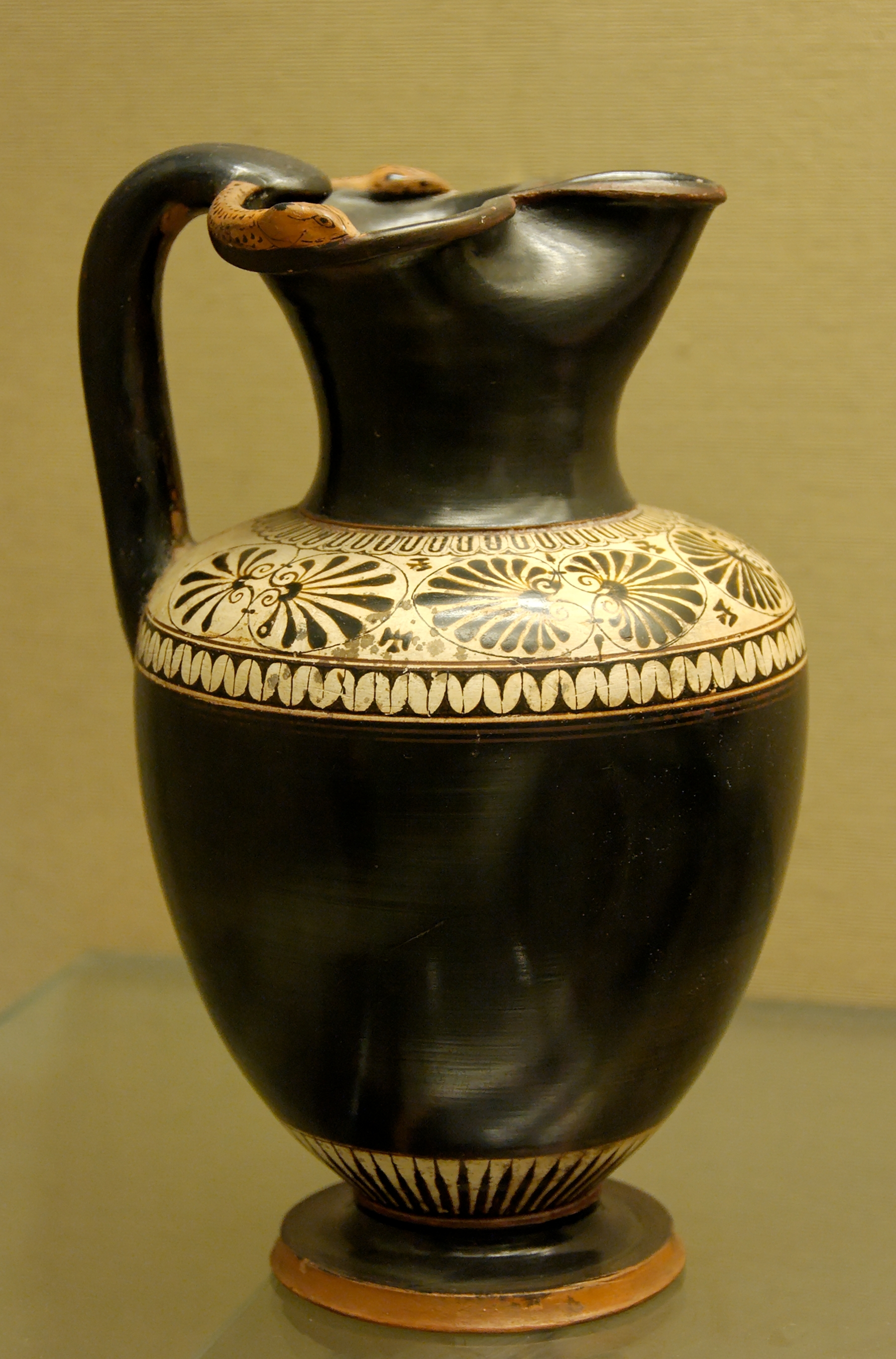
Oenochoë (collectie British Museum)

Een oenochoë (Oudgrieks: οἰνοχόη) of oinochoē is een vaastype binnen het oud-Grieks aardewerk. De oenochoë fungeerde als schenkkan voor wijn en maakte daarmee deel uit van het vaste symposionservies. Oenochoai hebben doorgaans één verticaal geplaatst handvat en een karakteristieke mond in de vorm van een klaverblad. De oenochoë had ook een rituele functie bij libatie.
Bij het symposion werd de oenochoë gehanteerd door een oenochoös (wijnschenker), een jonge jongen die naakt de gasten van wijn voorzag.